# Torneo Uncaf Sub-17 de 2009
El Torneo Uncaf Sub-17 de 2009 fue un torneo que reunió a cinco países centroamericanos con sede en Costa Rica.

## Equipos participantes
| Equipos participantes | Equipos participantes | Equipos participantes |
| --------------------- | --------------------- | --------------------- |
| Costa Rica            | Guatemala             | Nicaragua             |
| Panamá                | El Salvador           |                       |

## Desarrollo

### Tabla de posiciones
| Pos. | Selección   | Pts. | PJ | PG | PE | PP | GF | GC |
| ---- | ----------- | ---- | -- | -- | -- | -- | -- | -- |
| 1.   | Costa Rica  | 12   | 4  | 4  | 0  | 0  | 15 | 1  |
| 2.   | Panamá      | 9    | 4  | 3  | 0  | 1  | 7  | 5  |
| 3.   | Guatemala   | 6    | 4  | 2  | 0  | 2  | 8  | 6  |
| 4.   | El Salvador | 3    | 4  | 1  | 0  | 3  | 3  | 10 |
| 5.   | Nicaragua   | 0    | 4  | 0  | 0  | 4  | 3  | 14 |

| Fecha               | Lugar    |             |                        | Resultado |                        |             |
| ------------------- | -------- | ----------- | ---------------------- | --------- | ---------------------- | ----------- |
| 4 de agosto de 2009 | Guápiles | El Salvador | Bandera de El Salvador | 0:5       | Bandera de Guatemala   | Guatemala   |
| 4 de agosto de 2009 | Guápiles | Costa Rica  | Bandera de Costa Rica  | 5:0       | Bandera de Nicaragua   | Nicaragua   |
| 5 de agosto de 2009 | Guápiles | Panamá      | Bandera de Panamá      | 2:0       | Bandera de El Salvador | El Salvador |
| 5 de agosto de 2009 | Guápiles | Costa Rica  | Bandera de Costa Rica  | 4:0       | Bandera de Guatemala   | Guatemala   |
| 6 de agosto de 2009 | Guápiles | Nicaragua   | Bandera de Nicaragua   | 1:3       | Bandera de Panamá      | Panamá      |
| 6 de agosto de 2009 | Guápiles | Costa Rica  | Bandera de Costa Rica  | 2:0       | Bandera de El Salvador | El Salvador |
| 7 de agosto de 2009 | Guápiles | El Salvador | Bandera de El Salvador | 3:1       | Bandera de Nicaragua   | Nicaragua   |
| 7 de agosto de 2009 | Guápiles | Guatemala   | Bandera de Guatemala   | 0:1       | Bandera de Panamá      | Panamá      |
| 8 de agosto de 2009 | Guápiles | Nicaragua   | Bandera de Nicaragua   | 1:3       | Bandera de Guatemala   | Guatemala   |
| 8 de agosto de 2009 | Guápiles | Costa Rica  | Bandera de Costa Rica  | 4:1       | Bandera de Panamá      | Panamá      |